# Tomás de Vilanova
Frei Tomás García Martinez, mais conhecido como São Tomás de Villanueva, (Fuenllana, Ciudad Real, 1488 — Valência, 8 de setembro de 1555), foi um pregador, escritor ascético, e religioso agustino espanhol. Foi canonizado mais tarde, e muitos de seus sermões se tornaram trabalhos importantes da escrita sacra.

## Biografia
Nasceu na aldeia de Fuenllana, porém cresceu e educou-se em Villanueva de los Infantes, província da Cidade Real, onde seus pais possuíam uma rica fazenda; sabe-se que muitas vezes o rapaz andava desnudo por que havia dado suas vestes aos pobres. Permanece em pé parte de sua casa original, com um emblema na esquina, ao lado de um oratório da família.
Ainda fez estudos de Artes e Teologia na Universidade de Alcalá, ingressou na Ordem dos Agostinhos de Salamanca em 1516, sendo ordenado sacerdote em 1518. Nesta ordem ocupou os cargos de superior de convento, visitante geral e pároco provincial de Andaluzia e Castela. Também foi professor de universidade, além de conselheiro e confessor de Carlos I de Espanha.
Gozou de grande fama por sua austeridade pessoal (chegou a vender o lugar onde dormia para dar o dinheiro aos pobres) e por seu exercício contínuo e infatigável da caridade, especialmente com os órfãos, com as donzelas pobres e sem dote, e com os doentes. Possuía, no entanto, uma concepção inteligente de piedade, de forma que, embora desse esmolas, procurava solucionar estrutural e definitivamente a pobreza, mediante a redenção activa da mesma, dando trabalho aos pobres. Assim, fazia frutificar suas esmolas. A respeito disto escreveu:
- La limosna no sólo es dar, sino sacar de la necesidad al que la padece y librarla de ella cuando fuere posible

A esmola não é apenas dar, senão tirar a necessidade de que se padece e livrar dela quando for possível.
Em 1533 enviou como provincial os primeiros os primeiros padres agostinhos que chegaram ao México, começou a ter êxtases místicos na missa quando rezava os salmos.
Embora Carlos I tenha lhe oferecido um cargo de arcebispo de Granada, ele nunca o aceitou; conta-se que chegou a arcebispo de Valência em 10 de Outubro de 1544, por erro de um escrivão, e prosseguiu negando-se até que foi ordenado por seu superior em sua ordem. Neste lugar, auxiliado por seu bispo auxiliar, Juan Segriá, pôs ordem em uma diocese que havia um século não tinha um governo pastoral directo. Organizou um colégio especial para os mouriscos (espanhóis muçulmanos baptizados), e organizou em particular um plano eficaz de assistência e auxílio especial de caridade.
Em 1547 ordenou como futuro sacerdote São Luis Beltran. Faleceu por uma angina no peito em 1555 aos sessenta e seis anos, sendo canonizado pelo papa Alexandre VII em 1 de Novembro de 1658; sua festa litúrgica é celebra em 10 de outubro. Francisco de Quevedo escreveu uma biografia sua intitulada Epítome a la historia de la vida ejemplar y gloriosa muerte del bienaventurado fray Tomás de Villanueva.

## Obra
Compôs belos sermões, dentre os quais se destaca o Sermão do Amor de Deus, uma das grandes manifestações da oratória sacra do séc. XVI.  Teve, com efeito, uma grande fama de pregador, e um estilo sóbrio e simples. Carlos I, ao ouvi-lo pregar, exclamou: "Este monsenhor comove até as pedras.", e provocava sonoras conversões.  Alguns de seus sermões arremetem contra a crueldade da festa dos touros. Teve também uma grande devoção pela Virgem Maria, cujo coração comparou a sarsa ardente que nunca se consumia; foi ainda autor de vários opúsculos, dentre os quais se inclui o Solilóquio entre Deus e a Alma, em torno da comunhão.
Como escritor místico sua obra mais importante é Da lição, Meditação, Oração, e Contemplação, mas há também seus numerosos sermões em castelhano e latim, dentre os quais se destaca o já referido Sermão do Amor de Deus imbuído do neoplatonismo. Em suas palavras é possível encontrar implícita uma advertência contra os alumbrados. Seu Comentario al Cantar de los Cantares aponta seis graus progressivos dentro de uma vida mística: Fé, Devoção, Embriaguês, Inação, Sonho, e Êxtase; suas obras completas foram editadas em Manila em 1881, Opera Omnia em seis volumes.

## Homenagens Póstumas: Universidades
Ele é o santo patrono da prestigiada Universidade de Villanueva, em Pennsylvania nos Estados Unidos, estabelecida pelos Agostinhos em 1842; e ainda da Universidade de São Tomas de Villanueva em Havana, Cuba, que foi fechada pelo governo cubano em 1961, após a expulsão dos Agostinhos que eram considerados inimigos da revolução, por causa de suas queixas frequentes contra o governo. Os Agostinhos exilados fundaram a St. Thomas University en Miami Gardens na Flórida no mesmo ano, além destas universidades, São Tomás é ainda patrono de Ciudad Real em Espanha.